# Prima di partire
Prima di partire es un álbum de la cantante italiana Irene Grandi, publicado el 23 de mayo del 2003. 

## El álbum
El disco, compuesto de la artista y de su exbanda "los Kinoppi" en la isla de isla de Elba, incluye también la canción Prima di partire per un lungo viaggio, escrito en colaboración con Vasco Rossi y Gaetano Curreri. 
Del álbum salieron tres sencillos: Prima di partire per un lungo viaggio, Buon compleanno y Oltre.

## Canciones
| #   | Título                                                                  | Escritores                                                                          | Duración |
| --- | ----------------------------------------------------------------------- | ----------------------------------------------------------------------------------- | -------- |
| 01. | “Prima di partire per un lungo viaggio” Antes de irse en un largo viaje | Vasco Rossi, Gaetano Curreri, Roberto Drovandi                                      | (03:52)  |
| 02. | “È solo un sogno” Es solo un sueño                                      | Irene Grandi, Paolo Benvegnù                                                        | (04:40)  |
| 03. | “Oltre” Por encima                                                      | Irene Grandi, Nardo Lunardi                                                         | (03:28)  |
| 04. | “Buon compleanno” Feliz cumpleaños                                      | Maria Pia Tuccitto, Laura Trentacarlini                                             | (04:04)  |
| 05. | “Domenica 69” Domingo 69                                                | Irene Grandi, G.Fiorilli, Alberto Gimignani, A.Marchiani                            | (03:38)  |
| 06. | “Il tuo cuore è il mio letto” Tu corazón es mi cama                     | Alberto Gimignani, A.Marchiani                                                      | (03:57)  |
| 07. | “Voglio una ninna nanna” Quiero una canción de cuna                     | Maria Pia Tuccitto                                                                  | (03:44)  |
| 08. | “Io bucolico” Yo bucólico                                               | Irene Grandi, G.Fiorilli, Alberto Gimignani, A.Marchiani                            | (04:39)  |
| 09. | “Matra Simca Rosa” Matra Simca Rosada                                   | Irene Grandi, Alberto Gimignani, R.Cavalieri, G.Fiorilli, A.Marchiani, Marco Caudai | (04:26)  |
| 10. | “Una nuvola bianca” Una nube blanca                                     | Irene Grandi, Giorgio Malescusi, Alberto Gimignani, A.Marchiani                     | (07:26)  |

## Clasificaciones
| País   | Posición más alta |
| ------ | ----------------- |
| Italia | 8                 |